# جائزة بلنسية الكبرى للدراجات النارية 2017
جائزة بلنسية الكبرى للدراجات النارية 2017 هو سباق دراجات نارية أقيم بتاريخ 12 نوفمبر 2017 في حلبة ريكاردو تورمو. كان الجولة الثامنة عشر من أصل 18 في سباق الجائزة الكبرى للدراجات النارية موسم 2017. فاز داني بيدروسا بفئة الموتو جي بي بينما جاء جوان زاركو في المركز الثاني وحصل على المركز الثالث مارك ماركيث. فاز بفئة الموتو 2 ميغيل أوليفيرا بينما فاز بفئة الموتو 3 الإسباني خورخي مارتين.